# クリジェス
『クリジェス』（Cligès）は、1176年ごろ、中世フランスの詩人クレティアン・ド・トロワによって作られた物語詩。

## 概要
エレックとエニード、クリジェス、イヴァン、ランスロット、パーシヴァルと5つのアーサー王ロマンスが作られたが、クリジェスはそのうちの2番目にあたる。物語では、騎士クリジェスとその叔父の妻、フェニスの愛が語られる。クリジェスを研究しているルーシー・ポラークはこの作品が『トリスタンとイゾルデ』を改変したことを確認しただけでなく、クリジェスはオウィディウスの作品に登場するナルキッソスをモデルに作られた可能性がある、とも主張している。また、クリジェスの出だしの文は、著者の生涯と初期の作品についての情報源として現存する数少ないものとなっている。
『クリジェス』をよりよく理解するためには、物語を2つの部分に分けてしまうか、2つに切り離して読むのが良い。最初の物語はクリジェスの父親の冒険であり、第2の部分がクリジェスの冒険に当たる。『クリジェス』の研究をしているZ.P.ザディは2つの物語に分けることを支持するが、さらに物語を分断してしまう。ザディは2つの物語を8つのエピソードに分けると言う新しい読み方を提案した。このやり方は物語をより劇的に読ませることになる。
クレティアン・ド・トロワの使った多くの体系だった技法と、彼の作品である『クリジェス』は彼と同時代の作品とはかけ離れたものになっている。ド・トロワはラテン文学の技法をいくつか用いている。こういった技法は現実感のあるロマンスを作り出すだけでなく、『クリジェス』を時の試練に耐えられるだけの傑作にしている。
『クリジェス』は、7つの写本といくつかの断片として現存している。この詩は二行連になって韻を踏む6,664行によって構成されている。また、15世紀に作られた散文の版も残されている。近代的な『クリジェス』の最初の版は、1884年にヴェンデリン・フェルスターによってなされた。
このロマンスの別の版として知られるものに、ほんの少しドイツ語の断片が残っている。クリジェスという人物自体は、他の作品にも登場している。15世紀の氏名不詳のブルグント族の作家は、クレティアンの『クリジェス』の散文版として『Le Livre de Alixandre Empereur de Constentinoble et de Cligés Son Filz』（直訳:コンスタンティノープル皇帝アレクサンダーとフィッツの子クリジェスの生涯）を作っている。この散文物語はオリジナルとはさまざまな部分で異なっているが、この物語は当時のブルグントの宮廷における文化および政治的情勢に適合していたと考えられている。

## ストーリー
物語は、ギリシア皇帝アレキサンダーが、アーサー王の王国にやってきて、アーサーの姪と結婚し1人の息子を作るところから始まる。 この子がクリジェスであり、ギリシアで成長するが、騎士に叙任されるに充分な年齢になると、父親と同様にアーサー王の王国にやってくる。アレキサンダーは父の後をついで皇帝になるものの、その数年後に死去してしまう。そこで、クリジェスが成長して国を統治できるようになるまで、コンスタンティノープルは彼の弟のアリに委ねられた。クリジェスは叔父であるアリの妻、フェニスに恋をするものの、フェニスは彼らの愛が成就するまで死を装わなければならなかった。彼らは塔に隠れるが、バートランドによって発見され、アリに報告されてしまう。クリジェスは叔父から国を取り戻すための助けを求めてアーサー王の元に赴くが、この間にアリは死んでしまった。こうしてクリジェスとフェニスは結婚することができたのである。

## 関連作品
- エレックとエニード
- イヴァンまたは獅子の騎士
- ランスロまたは荷車の騎士
- ペルスヴァルまたは聖杯の物語